# Маулана
Мауляна (араб. مولانا‎ — покровитель, защитник) — распространённый в центральной и южной Азии исламский религиозный титул. Его носят перед именем.

## Этимология
Слово мауляна имеет много различных значений. В числе значений — друг, господин, хозяин, помощник, защитник; человек, который творит хорошие дела, человек который ведет какие-то дела; сосед, путник; потомок, дядя, сын дяди, сын сестры и т. д. Во множественном числе — мавали.

## В Коране
В Коране слово мауля в значении Господь, Хозяин, Помощник, Покровитель употребляется применительно к Аллаху.

Аллах не возлагает на человека сверх его возможностей. Ему достанется то, что он приобрел, и против него будет то, что он приобрел. Господь наш! Не наказывай нас, если мы позабыли или ошиблись. Господь наш! Не возлагай на нас бремя, которое Ты возложил на наших предшественников. Господь наш! Не обременяй нас тем, что нам не под силу. Будь снисходителен к нам! Прости нас и помилуй! Ты – наш Покровитель. Помоги же нам одержать верх над неверующими людьми.
—  2:286 (Кулиев)

Но если они отвернутся, то да будет вам известно, что Аллах является вашим Покровителем. Как прекрасен этот Покровитель! Как прекрасен этот Помощник!
—  8:40 (Кулиев)

Если вы обе раскаетесь перед Аллахом, то ведь ваши сердца уже уклонились в сторону. Если же вы станете поддерживать друг друга против него, то ведь ему покровительствует Аллах, а Джибриль (Гавриил) и праведные верующие являются его друзьями. А кроме того, ангелы помогают ему.
—  66:4 (Кулиев)